# Nullosetigera auctiseta
Nullosetigera auctiseta är en kräftdjursart som beskrevs av Soh, Ohtsuka, Imabayashi och Suh 1999. Nullosetigera auctiseta ingår i släktet Nullosetigera och familjen Nullosetigeridae. Inga underarter finns listade i Catalogue of Life.